# 左右田喜一郎

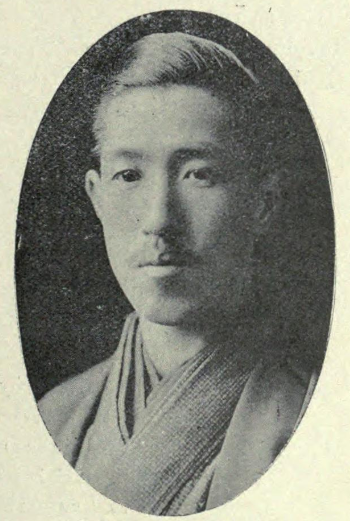
左右田喜一郎

左右田 喜一郎（そうだ きいちろう、明治14年（1881年）2月28日 - 昭和2年（1927年）8月11日）は日本の経済学者、経済哲学者。新カント主義者。弟子の杉村広蔵とともに経済哲学の創始者とされる。東京高等商業学校（現一橋大学）や京都帝国大学文学部で教鞭をとると同時に、貴族院議員を務めた。帝国学士院賞受賞。チュービンゲン大学博士。

## 経歴
1881年、神奈川県横浜市生まれ。横浜の金融界で活躍した左右田金作の長男である。幼少より秀才で鳴らし、1887年に横浜小学校では第1学年を飛ばし、2年生として入学。尋常科、高等科を7年で修了し、横浜商業学校（現横浜市立横浜商業高等学校）では予科1年の1学期の修了後に2年生に進級。同校野球部に所属。また後年には同校同窓会幹事長を務め、同校専修科の横浜商業専門学校（横浜市立大学）への昇格運動に携わった。
1898年、東京高等商業学校（現一橋大学）予科に入学。同校本科を経て、1904年に専攻部銀行科を卒業し商学士を取得。同校で福田徳三や佐野善作に学ぶ。
卒業後渡英しケンブリッジ大学に入学。アルフレッド・マーシャル及びウィリアム・カニンガムに師事。その後ドイツバーデン＝ヴュルテンベルク州に10年間留学し、アルベルト・ルートヴィヒ大学フライブルクでカール・ヨハネス・フックス教授のゼミナールに参加。ハインリヒ・リッケルトなどからも学ぶ。
1908年フックスとともにチュービンゲン大学に移り、1909年、論文"Geld und Wert."でチュービンゲン大学国家学博士の学位を取得。
パリ留学を経て、1913年に家業を継ぐために帰国。家業である左右田銀行に勤務。同年12月に母校東京高等商業学校の講師に就任。1914年家業の左右田銀行取締役及び株式会社左右田貯蓄銀行取締役に就任、翌15年には父が死去したため頭取に就任。神奈川県社会事業協会副会長も務めた。1917年には、父親が創立した横浜商品倉庫で大規模な爆発事故があり、保険金支払いを巡って保険会社と係争となり、重役を務めていた左右田家が損害の一部を負担することになった。
経済哲学の研究も続け1918年からは京都帝国大学（現京都大学）文学部講師も務めた。また横浜社会問題研究所を主宰。
1920年の経済恐慌では横浜で有名な茂木商店が破産、七十四、神奈川、戸塚の各銀行が取り付け騒ぎにあい、左右田銀行もその例にもれなかった。これが大きな痛手となり、さらに大震災がそれに拍車をかけ、ついに左右田銀行は閉店した。喜一郎も母校東京商科大学講師や、京都帝国大学講師、貴族院議員という一切の公職をやめてしまった。しかし、1925年9月29日には貴族院多額納税者議員に就任し、1927年3月31日に辞任。
1927年、病気のため46歳で死去した。墓所は多磨霊園(6-1-13-18)

## 研究内容・研究業績
- 在独中に著わした『貨幣と価値』『経済法則の論理的性質』が評価され1924年帝国学士院賞を受賞[2]。
- 西田幾多郎の哲学に対して使われる「西田哲学」という名称は、左右田の「西田哲学の方法について」という論文のなかで、初めて使われた。
- 指導学生に杉村広蔵、酒井正三郎[7]、南亮三郎[8]、本多謙三、渡植彦太郎など[9]。

## 家系
左右田家の祖先は新潟の豪農だった。喜一郎の数世代前から群馬県に出てきて、商人となった。喜一郎の父は次男だったので、丁稚としていろいろな商店に奉公に出ていたが、明治維新の直前に横浜に来て両替商に勤め、そこで財産を成し、明治28年（1895年）に左右田銀行をつくった。これは横浜の有名な大きな銀行となった。

## 家族・親族
- 妻：上杉茂憲の娘・直。
- 従兄弟：父・左右田金作の弟（左右田信二郎）の息子である左右田道雄は黒沼健の筆名により推理作家・SF作家として知られた。